# Wehlmäusel
Wehlmäusel ist ein Gemeindeteil der Stadt Feuchtwangen im Landkreis Ansbach (Mittelfranken, Bayern). Wehlmäusel liegt in der Gemarkung Krapfenau.

## Geographie
Das Dorf liegt in Tallage am Lotterbach, der weiter im Süden eine Reihe von Weihern speist und als linker Zufluss in die Sulzach mündet. Im Nordwesten liegt das Weinfeld, im Nordosten das Mühlholz, im Südosten die Hintere Forst und im Süden das Bäckenholz. Eine Gemeindeverbindungsstraße führt nach Lotterhof (0,6 km nördlich) bzw. nach Krapfenau zur Kreisstraße AN 41 (1,7 km westlich), weitere führen nach Weikersdorf zur AN 41 (1,5 km südlich) und die AN 53 kreuzend nach Schwaighausen (2,5 km östlich).

## Geschichte
Der Ortsname bedeutet Rodung eines Welschen, was auf ein hohes Alter der Siedlung hindeutet.
Wehlmäusel lag im Fraischbezirk des ansbachischen Oberamtes Feuchtwangen. Im Jahr 1732 bestand der Ort aus zehn Anwesen mit elf Mannschaften und einem Gemeindehirtenhaus. Die Dorf- und Gemeindeherrschaft hatte das Stiftsverwalteramt Feuchtwangen. Grundherren waren das Stiftsverwalteramt Feuchtwangen (ein Hof mit doppelter Mannschaft, ein Hof, sieben Gütlein) und das Kastenamt Feuchtwangen (eine Ziegelhütte). Auch gegen Ende des 18. Jahrhunderts waren die Verhältnisse unverändert. Von 1797 bis 1808 unterstand der Ort dem Justiz- und Kammeramt Feuchtwangen. 
Mit dem Gemeindeedikt (frühes 19. Jahrhundert) wurde Wehlmäusel dem Steuerdistrikt Dentlein und der Ruralgemeinde Krapfenau zugeordnet. Im Zuge der Gebietsreform in Bayern wurde Wehlmäusel am 1. Juli 1971 nach Feuchtwangen eingemeindet.

### Ehemalige Baudenkmäler
- Haus Nr. 2: zweite Hälfte des 17. Jahrhunderts, stattliches Wohnstallgebäude mit gemauertem Erdgeschoss von drei zu drei Achsen; Obergeschoss und zweigeschossiger Giebel im Fachwerk, jeweils leicht vorkragend, Satteldach; gehört zu den ältesten Fachwerkhäusern des früheren Landkreises Feuchtwangen; in der Stube Balkendecke aus der Bauzeit; Gusseisenofen mit Reliefplatten von 1801[9]
- Haus Nr. 101⁄2: bezeichneter Türsturz „1797 D“.[9]
- Haus Nr. 14: Wohnstallhaus mit gemauertem Erdgeschoss von drei zu drei Achsen, Obergeschoss und Giebel in Fachwerk; frühes 19. Jahrhundert[9]

### Einwohnerentwicklung
| Jahr      | 001818 | 001840 | 001861 | 001871 | 001885 | 001900 | 001925 | 001950 | 001961 | 001970 | 001987 |
| Einwohner | 84     | 109    | 123    | 127    | 117    | 117    | 128    | 161    | 137    | 124    | 110    |
| Häuser    | 15     | 18     |        |        | 23     | 27     | 26     | 25     | 25     |        | 31     |
| Quelle    | [ 11 ] | [ 12 ] | [ 13 ] | [ 14 ] | [ 15 ] | [ 16 ] | [ 17 ] | [ 18 ] | [ 19 ] | [ 20 ] | [ 1 ]  |

## Religion
Der Ort ist seit der Reformation evangelisch-lutherisch geprägt und bis heute nach St. Johannis (Feuchtwangen) gepfarrt. Die Einwohner römisch-katholischer Konfession sind nach St. Ulrich und Afra (Feuchtwangen) gepfarrt.